# Vaginulinopsis elegans
Espèce
Vaginulinopsis elegans est une espèce éteinte de foraminifères de la famille des Vaginulinidae (ordre  des Vaginulinida, classe des Nodosariata).

## Systématique
Le nom valide complet (avec auteur) de ce taxon est Vaginulinopsis elegans (Hantken (d), 1875).
L'espèce a été initialement classée dans le genre Cristellaria sous le basonyme Cristellaria elegans Hantken, 1875.
Vaginulinopsis elegans a pour synonyme :
- Cristellaria elegans Hantken, 1875